# 上田浩恵
上田 浩恵（うえだ ひろえ、1966年10月19日 - ）は、宮崎県東諸県郡綾町出身の女性シンガーソングライター。1986年にキャニオン・レコード/T・E・N・Tから歌手デビューし、1988年からはフリー音楽家として、EPO、崎谷健次郎、高橋研、ディック・リーを始めとする多くのアーティストのステージ、アルバム制作に参加している。2004年からはWhoopin（ウーピン）名義でゴスペル、ジャズ・シンガーとして活動している。第10回神戸JAZZ VOCAL QUEEN CONTEST にてグランプリ受賞。

## 来歴
1966年、宮崎県東諸県郡綾町で生まれる。姉がおり、ぴんちゃんというニックネームで呼ばれていた。
1984年、宮崎県立宮崎大宮高等学校を卒業する。
1986年、中央大学在学中、約3万人が応募したヴォーカルオーディションを勝ち抜き、キャニオン・レコードより歌手デビューが決定する。

### 歌手デビュー
1986年、キャニオンレコードより「ソロ・サピエンス」で歌手デビュー。同時にダイハツ「L100 Leeza」のイメージキャラクターに選ばれ、テレビCMなどに出演する。
1987年、2枚のアルバム「PLACE IN THE SUN」「blew」を発表。テレビ朝日系音楽番組『ミュージックステーション』に出演し、2nd.シングル「夢追いスナイパー」を歌唱する。
1988年、3月に5th.シングル「ときめき未来系」をリリース、メジャーレーベルでの活動を終える。
1989年、4月発表の崎谷健次郎3rd.アルバム『KISS OF LIFE』にデュエット・ボーカルで参加。小林武史のアルバム『TESTA ROSSA』にバックグラウンドボーカルで参加。
1991年、4月発表の崎谷健次郎5th.アルバム『ambivalence』にバックグラウンドボーカルで参加。
1996年、結婚、長男を出産。

### シンガーソングライター活動
1998年、本名名義の他、ウエダヒロエ名義で声優兼歌手やPCゲームへの楽曲提供を行い、挿入歌の歌唱を担当。
2001年、11月発表の崎谷健次郎9th.アルバム『SOUL ARCHEOLOGY』にコーラスで10年ぶりに参加。12月に東京・原宿クエストホールにて開催された崎谷の"WINTER SPECIAL SOUL ARCHEOLOGY TOUR"にも参加する。

### ゴスペルクワイヤー主宰
2004年、宮崎に帰省、そのまま移住。Whoopin（ウーピン）名義で、ジャズやR&B、ゴスペルのヴォーカリストとしてライブ活動を始める。Whoopinの名は、新たな活動を始めるにあたって上田姓の「ウー」にニックネームの「ピン」を合わせて、姉より名付けられたもの。
2005年、GLAYのサポートドラマー・TOSHI NAGAIの呼びかけで、バンド『音生力』の結成に参加、活動を開始。
2006年、『宮崎ゴスペルクワイヤ』を主宰、リード・ヴォーカル、ディレクターとしての活動を行う。ヴォーカルスクール『VOICEWORKS』を主宰。
2007年、鹿児島市にある『音楽工房 彩（いろどり）』を中心に活動するピアニスト・満田昭人主宰の『楽団 彩』に参加。『音生力』の1st.アルバム『SORA』を発表する。
2009年、5月に開催された『第10回神戸ジャズヴォーカルクィーンコンテスト』において、内外103組の応募のなかグランプリを受賞。9月にアメリカ・シアトルのJazz Alleyにおいて単独公演を敢行。スタンディングオベーションが起こる成功を収め、シアトル新聞などの地元メディアでも話題となった。
2010年、5月に開催された『第11回神戸ジャズヴォーカルクィーンコンテスト』において、ゲストとして歌唱。
2011年、東京での活動が増える。4月に『Whoopin with Febian Reza Pane quartet live at the Club Citta』を開催、スカパー音楽専門チャンネルで数回に亘り放映されDVD化。5月に『JAZZ LA CITTA DELLA NIGHT スペシャル』を開催。
2012年、1月に東京倶楽部目黒店にて『Whoopin LIVE』、2月に宮崎ポトリージョにて『SWEET VALENTINE ×JAZZ NIGHT』、荻窪ルースターにて『Whoopin LIVE』を開催した。
2014年、10月発表の崎谷健次郎25th.シングル『いつまでも〜Life In The Universe〜』カップリング曲「Have Some Fun!」にコーラスで13年ぶりに参加。翌月にかけて、神奈川・モーションブルー・ヨコハマ、東京・パークホテル東京、大阪・ビルボードライブ大阪でのリリースライブに出演。崎谷の提供曲「夜明けまでは」を久々に披露。12月、東京・南青山マンダラにて開催された崎谷の"2014 X'MAS SPECIAL LIVE"に参加。
2016年　3月、出生地の宮崎県綾町の移住促進PRムービー『Amazing AYA』に「Amazing Grace」を歌唱、出演。
2017年　1月、翌月にかけて宮崎市で番組制作するブルーノーツホールディングスの『熱血！中年の星★』に出演。9月発表崎谷健次郎12th.アルバム『SIGNS』にコーラスで3年ぶりに参加。収録は前年11月。

## 人物

### キャラクター
シンガーソングライター・EPOによると「浩恵ちゃんとは、彼女のデビュー2作目の（アルバム）曲を提供していたことがきっかけで、仲良くなりました。純粋で、自分の違和感に常に正直に生きる姿に共感が持てました。一緒にいると、とても気持ちのいい人です。」

### 音楽性
デビューしたキャニオン・レコード/T・E・N・Tは、ムーンライダーズの鈴木慶一とYMOの高橋幸宏がTHE BEATNIKS結成により1985年に設立されたレコードレーベル。その女性歌手第1号として、ポニーキャニオン所属作家のほか、ムーンライダーズのメンバーやその関係深い作家から楽曲提供されている。
ポニーキャニオン所属のシンガーソングライターとしては、尾崎亜美がシングルをデビューから3作連続、崎谷健次郎がアルバム2作を通し提供している。
歌手活動を通じて、EPO、崎谷とは長く友好関係を築いている。
ポピュラー歌手としては2年間の活動にとどまっているが、最後のシングル発売時点ではファンクラブの会員を募集していた。活動終了の理由は明らかではないが、EPOの述懐によれば、「あ〜彼女は、もともとこの世界に生きていた人なんだな。」「POPSの楽曲の中にある、恋愛のすったもんだを歌うことより、「神と自分」「神と世界」そういう神聖な世界の中にいることを、この人はずっと望んでいたんだなと思った。」と前述のキャラクターも踏まえ、ゴスペル歌手への転向を推察している。
ゴスペル歌手としても、「うっわ〜浩恵ちゃん、歌がうまくなったな〜とか、そういう次元を既に越えており」「ゴズペルとはどういうものなのか、お客様に語る彼女の言葉は、彼女の本当の場所から聞こえてくるから、気持ちよい。それに、メンバーの方々が何よりも自由に生き生きとしており、歌うことを楽しんでいる姿をみて、「私もこのチームなら参加してみたい!」って、思った!」とEPOは評価している。

### 歌声
ヴォーカリストとしての評価は、国内外から定評がある。
EPOによれば、「彼女の歌う姿は本当に美しく、かっこいいのです。強いのに優しい。太いのにたおやか。」「自分の体の中…が、…すっきりと、吸い込まれて浄化されていくような感じ。」「たくさんの人たちに聞かせたい!ウーピンの歌声。これこそ本物」と絶賛している。
崎谷は、「デビューの頃からの音楽仲間、上田浩恵さんと…音を合わせたのですが、彼女は年齢を経て、丸くなったなあとか、そういうのとは無縁、研ぎ澄まされた包丁のような若々しいキレッキレのままな上田さんの声」「音を奏でる楽しさを与えてくれる冴えた歌声に聴きほれるよう」と評している。
海外では、ドイツ・ドレスデンで行われた「現代音楽フェスティバル」に招待され、トルステン・ラッシュとのインプロビゼイションを主体としたユニットで参加。ヨーロッパの各メディアに取り上げられるほど、高評されている。
アメリカ・マイアミからゴスペルシンガー、マイアミではジャズシンガーとして招待され、数々の公演を開いている。

### ファンクラブ
- 1986年 - 1988年 公式ファンクラブ・FUN-TA CLUB（ファンタ・クラブ）

## レコーディング・コンサートツアーに参加した主なアーティスト
THE ALFEE、EPO（- AQUA NOMEの初期ライブで、バックグラウンド・ボーカル）、大沢誉志幸、大貫妙子、越智ブラザーズ、加藤いづみ、桐島かれん、小林武史、崎谷健次郎、ZIGGY、高橋研、舘ひろし、ディック・リー、トルステン・ラッシュ（- TORSTEN RASCH;イギリス・ロンドン交響楽団作曲家）、高橋アキ、高橋鮎生、原田芳雄、フェビアン・レザ・パネ（- Fabian Reza Pane）、巻上公一、森川美穂。

## ディスコグラフィー
発売・販売元は、特記以外のすべてがキャニオン・レコードおよびポニーキャニオン。

### オムニバスアルバム
- 80's ALIVE JAPAN 3 ポニーキャニオン編（1998年12月2日発売、ポニーキャニオン PCCA-1258）- 「ソロ・サピエンス」収録。
- luv wave オリジナル・サウンドトラック（1998年8月1日発売、メディアリング MGCD-1061）- 「luv wave」（PCゲーム『luv wave』エンディングテーマソング）収録。

EPO・尾崎亜美・上田浩恵名義
- 『Some Woman,Some Story』（1988年5月21日発売、ポニーキャニオン D32P-6219）

Ayuo feat. Hiroe Ueda名義
- EASTERN TRADITION（1998年発売）- 「夜空と海のうごきと香り」「ぐるぐる舞う星」収録。

### DVD
Whoopin名義
- 『Whoopin（Live Lab.）』 （2011年7月19日発売、アトス・インターナショナル） - 2011年4月26日に神奈川・川崎クラブ・チッタでのライヴ『Whoopin with Febian Reza Pane quartet live at the Club Citta』の模様を収録。

## 楽曲提供
上田浩恵名義
- 上田浩恵「花の影」「luv wave」（1998年、作詞）
- Ayuo feat. Hiroe Ueda「夜空と海のうごきと香り」「ぐるぐる舞う星」（1998年、作詞）-『EASTERN TRADITION』収録。
- 豊嶋真千子「sunny days」（2001年、作曲）- 豊嶋真千子2nd.アルバム『Sunny Days』収録。

ウエダヒロエ名義
- 川上とも子 「Fridays'」（1998年、作詞・作曲）-『CD DRAMA DESIRE』収録、挿入歌。
- 子安武人＆松井菜桜子 「Last Mission」（1998年、作詞・作曲共作）-『CD DRAMA EVE burst error 小次郎編』収録、挿入歌。
- 柴田茜withかないみか 「風を切って行こう、上を向いていこう」（1998年、作詞）-『CD DRAMA EVE burst error エルディア秘録編』収録、挿入歌。
- 折笠愛 「ほほえんだ瞳で」（1998年、作詞）- PCゲーム『EVE The Lost One』モニカ・セレッティ・イメージソング。

## メディア出演

### ラジオ
- FM大阪 - 番組担当。
- ラジオ日本 - 番組担当。

### テレビ
- フジテレビ『夜のヒットスタジオ』第943回（1987年）-「ソロ・サピエンス」（1月7日）。
- テレビ朝日系音楽番組『ミュージックステーション』（1987年）- 「夢追いスナイパー」（5月8日）
  - 黒のストレートパンツに白いジャケットの、当時流行のモノトーン・ルックス。ポニーテールは、アイドル全盛期を感じさせる。

### テレビコマーシャル
- ダイハツ・リーザテレビコマーシャル（1986年〜1987年）。
  - デビュー曲「ソロ・サピエンス」は、コマーシャルでもキャッチフレーズとして採用された。都会の町中に赤い衣装に、赤縁サングラスをかけて登場する。
  - 2弾目、3弾目のCM曲に「夢追いスナイパー」「MAGICAL MOONLIGHT」が使用されている。

## その他の活動
- 朗読家。現代音楽家とのセッションを行う。